# 바라틸리산피에트로
바라틸리산피에트로(Baratili San Pietro, 사르데냐어: Boàtiri)는 이탈리아 사르데냐 주 오리스타노도에 있는 코무네이다. 칼리아리에서 북서쪽으로 약 100 km, 오리스타노에서 북쪽으로 약 11 km 떨어져 있다. 2004년 12월 31일 기준 인구는 1,278명이고 면적은 6.0 km²이다.
바라틸리산피에트로는 다음 지방 자치체와 접해 있다: 누라키, 오리스타노, 리오라사르도, 산베로밀리스, 체디아니.